# Konthi Suphamongkhon

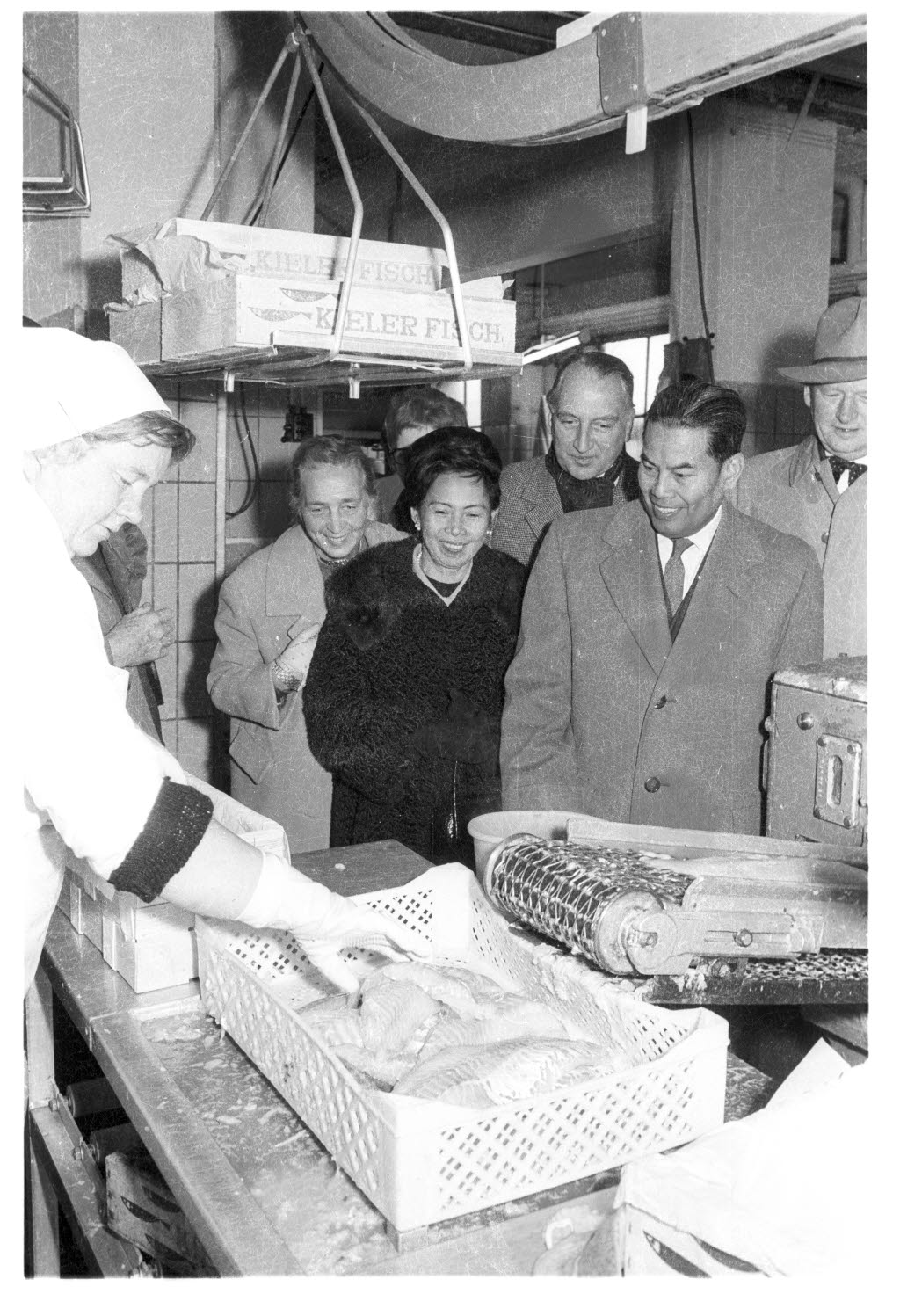
Konthi Suphamongkhon bei einem Besuch des Kieler Seefischmarktes (1966)

Konthi Suphamongkhon (Thai: กนต์ธีร์ ศุภมงคล, * 3. August 1914 oder 1916 in Bangkok; † 27. Dezember 2011; auch Suphamongkol geschrieben) war ein thailändischer Diplomat. Er war im Lauf seiner Karriere thailändischer Botschafter in Australien, der Bundesrepublik Deutschland und Großbritannien sowie von 1964 bis 1965 Generalsekretär der SEATO.

## Biografie
Über das Geburtsjahr Konthi Suphamongkhons gibt es widersprüchliche Angaben: Er selbst gab an, 1914 geboren zu sein, in offiziellen Dokumenten ist jedoch 1916 verzeichnet. Er studierte zunächst Jura an der Chulalongkorn-Universität, bevor er an die neugegründete Thammasat-Universität wechselte, wo er seinen Abschluss im Fach Thammasat – „moralische Wissenschaft“ – machte. Er erhielt 1937 ein Stipendium des thailändischen Außenministeriums, das ihm erlaubte, sein Studium in Frankreich fortzusetzen. Dort promovierte er auch. Im Juni 1940 trat er seine Rückreise nach Thailand an, die aufgrund der Wirren des Zweiten Weltkriegs über Afrika und Amerika führte und neun Monate dauerte. Anschließend war er als Diplomat im thailändischen Außenministerium tätig.
Er schloss sich der Seri-Thai-Bewegung („Freies Thailand“) an, einer Geheimorganisation, die im Zweiten Weltkrieg Widerstand gegen die thailändische Kollaboration mit Japan leistete und stattdessen mit den Alliierten zusammenarbeitete. Als Mitarbeiter des thailändischen Botschafters in Japan, Direk Jayanama, der ebenfalls aufseiten der Seri Thai stand, war er von 1942 bis 1944 in Tokio stationiert. Nach seiner Rückkehr nach Thailand arbeitete er in der Westabteilung des Außenministeriums. Die Seri Thai wählten Konthi als Verhandlungsführer gegenüber den USA aus. Unter einer Legende reiste er im Januar 1945 auf die Insel Ko Kradat im Golf von Thailand, wo er – unbemerkt von der japanischen Besatzungsmacht – von einem Amphibienflugzeug der Royal Air Force aufgenommen und nach Indien gebracht wurde. Unter dem Namen „Suni Thepraksa“ – von den Amerikanern „Sunny“ genannt – reiste er weiter in die Vereinigten Staaten, wo er für die Anerkennung einer thailändischen Exilregierung durch die USA und Großbritannien warb. Später fungierte Konthi als Mittelsmann zwischen dem Seri-Thai-Anführer Pridi Phanomyong und dem OSS-Offizier Richard Greenlee, der die Mission Siren leitete.
Anfang der 1950er-Jahre war Konthi Leiter der Westabteilung im thailändischen Außenministerium. In dieser Funktion verfasste er im Februar 1950 für den Außenminister Pote Sarasin ein Memorandum, das sich gegen die Anerkennung des von den USA unterstützten „Staats Vietnam“ unter Kaiser Bảo Đại aussprach, da es diesem an Unterstützung in der Bevölkerung fehlte und sich eine offizielle Anerkennung negativ auf die thailändisch-vietnamesischen Beziehungen auswirken könnten. Konthis Argumentation fand die Unterstützung der anderen Abteilungsleiter im Ministerium und des Außenministers. Der thailändische Ministerpräsident Plaek Phibunsongkhram setzte sich jedoch über diese Empfehlung hinweg und erkannte Bảo Đạis Regime dennoch an.
Danach war Konthi zwischen 1956 und 1959 als Botschafter in Australien sowie in Neuseeland akkreditiert. Es folgte eine erneute Verwendung im Außenministerium. Der Militärdiktator Sarit Thanarat berief Konthi in die Verfassunggebende Versammlung, Sarits Nachfolger Thanom Kittikachorn ernannte ihn 1963 zu seinem außenpolitischen Berater. Am 19. Februar 1964 wurde Konthi Generalsekretär der SEATO und übte dieses Amt bis zum 1. Juli 1965 aus.
Im Anschluss wurde Konthi Suphamongkhon zum Botschafter in der Bundesrepublik Deutschland ernannt und verblieb auf diesem Posten bis 1970. Zugleich war er zwischen 1967 und 1970 als Botschafter in Finnland akkreditiert. Zuletzt war er von 1970 bis zu seinem Eintritt in den Ruhestand Ende September 1976 Botschafter im Vereinigten Königreich. Von 1977 bis 1978 gehörte Konthi während einer erneuten Militärdiktatur der Nationalen Legislativversammlung an und fungierte als Berater des Ministerpräsidenten Kriangsak Chomanan.
Sein Sohn Kantathi Suphamongkhon wurde ebenfalls Diplomat und war von 2005 bis 2006 Außenminister.